# Martí Abella i Pere
Martí Abella i Pere   (Cubells, 1957) arquitecte tècnic i polític català, va ser regidor de l'Ajuntament de Solsona.

## Biografia
Nascut a Cubells (la Noguera), des de ben petit va anar a viure a Solsona. Està casat i té dos fills i ha treballat de delineant, de coordinador de la revista d'arquitectura CAU, de topògraf en excavacions arqueològiques, de director del Departament de Comunicació i Promoció de l'empresa municipal Foment de Ciutat Vella de Barcelona i a l'Ajuntament de Barcelona.
La seva trajectòria política té lloc a Solsona amb la creació de l'Agrupació d'Electors Fòrum, el 1991. A partir de llavors, formà part de les candidatures d'aquesta formació integrada per independents en les eleccions municipals de 1991, 1995 i 1999.
Arran de la creació, l'any 2003, de la Coordinadora Municipalista del Solsonès (El COMÚ), va encapçalar la candidatura de la formació a les eleccions municipals i va ser escollit regidor de l'Ajuntament de Solsona.
El 2007 va repetir com a cap de llista del COMÚ a les eleccions municipals i va tornar a ser escollit regidor. Durant aquell mandat (2007-2011) va entrar a formar part de l'equip de Govern arran del pacte entre ERC, el COMÚ i el PSC per governar l'Ajuntament. Va ser nomenat primer tinent d'alcalde i regidor delegat de Participació Ciutadana i dels Serveis d'Urbanisme i Infraestructures, responsabilitats que va desenvolupar amb dedicació exclusiva.
El 13 de gener de 2010, es va convertir en alcalde accidental de Solsona a causa de la defunció de l'alcalde Xavier Jounou, responsabilitat que va exercir fins al nomenament del seu successor, David Rodríguez. Tanmateix ja va substituir a Jounou quan a aquest se li diagnosticà la seva malaltia al novembre de 2009.
El 2011 es va tornar a presentar a les eleccions municipals a Solsona ocupant la tercera posició de la llista del COMÚ. La formació, però, no va obtenir representació a l'Ajuntament solsoní.
Va deixar l'activitat política després de dos mandats formant part de l'Ajuntament de Solsona, primer a l'oposició i després a l'equip de govern.